# Monasterio de Eberbach
El monasterio de Eberbach es una antigua abadía cisterciense de Alemania cerca de Eltville am Rhein en el Rheingau. Con sus impresionantes edificios románicos y del primer gótico, es una de las más significativas obras artísticas en el estado federado de Hesse.
En este monasterio se rodó en el invierno de 1985-1986 una gran parte de los interiores en la película El nombre de la rosa.

## Historia
Fue fundado en 1136 por Bernardo de Claraval como el primer monasterio cisterciense en la orilla oriental del Rin, en el lugar ocupado previamente (1116-1131) por una fundación monástica del arzobispo Adalberto de Maguncia, primero por canónigos agustinos y posteriormente por monjes benedictinos.

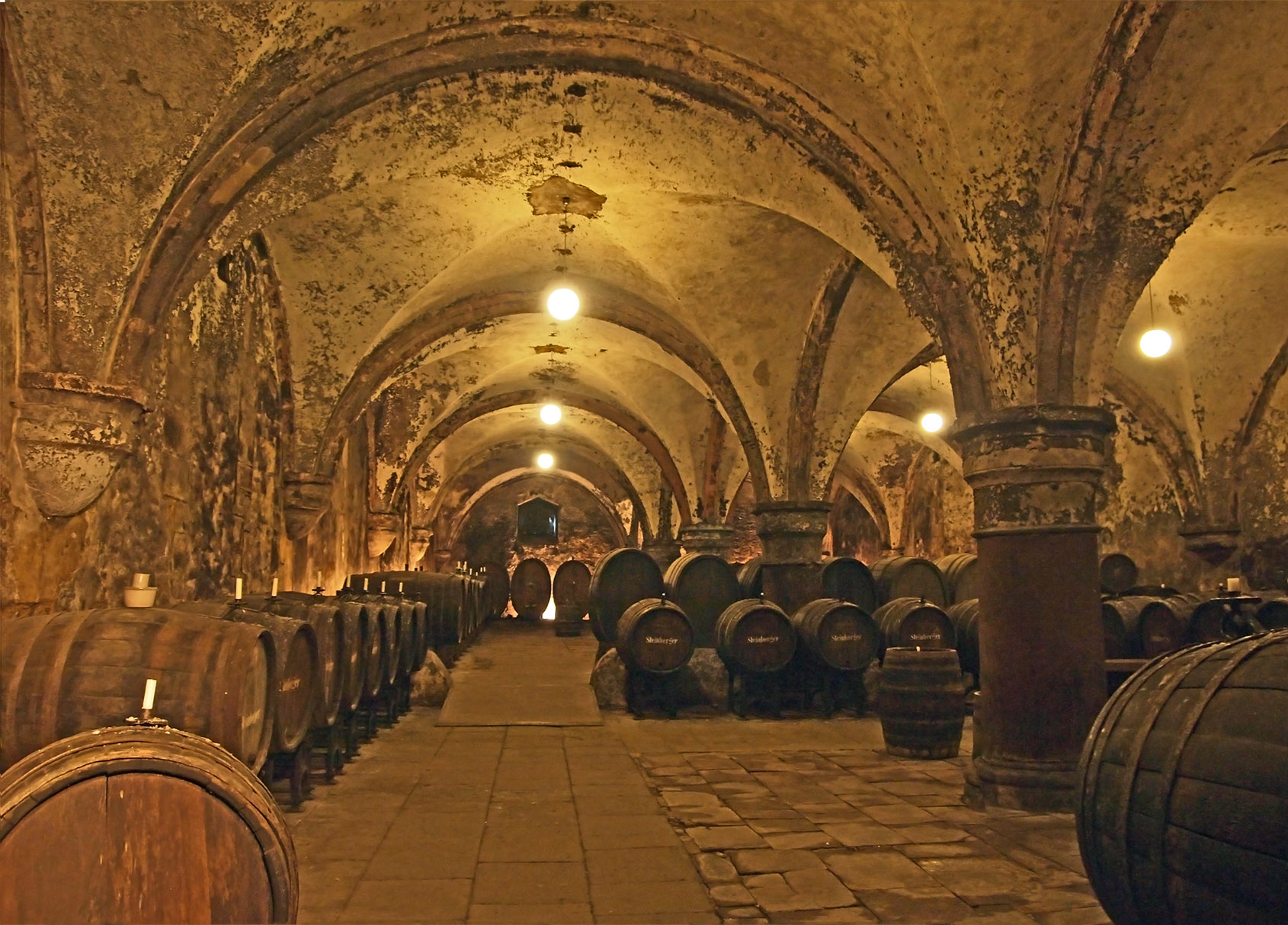
Bodega del monasterio Eberbach

Eberbach seguía las reglas de la reforma cisterciense, que exigían organizar la vida del monasterio siguiendo estrictamente la Regla de San Benito. Según esta, los monjes debían vivir del producto generado por el trabajo de sus propias manos. Este mandamiento de ora et labora hacía la vida monástica en Eberbach muy poco atractiva para los nobles, de tal modo que, a lo largo de su historia, los monjes de este monasterio procedían de capas sociales plebeyas. Sin embargo, con el objetivo de organizar el trabajo y la oración, surgió más adelante entre los cistercienses la separación en diferentes estamentos.
Pronto se convierte en uno de los más grandes y activos monasterios alemanes, a partir del que se fundan una serie de nuevos establecimientos: la abadía de Schönau, cerca de Heidelberg en 1142; la abadía de Otterberg en el Palatinado en 1144; la abadía de Gottesthal cerca de Lieja en 1155 y la abadía de Arnsburg en el Wetterau en 1174. Durante los siglos  XII y XIII, el monasterio alberga, al menos, a 150 monjes y hasta el triple de legos. La abadía prosperaba económicamente, sobre todo como resultado de la producción de vino. Al menos catorce miembros de la familia de los condes de Katzenelnbogen están enterrados en la iglesia. Entre ellos, el conde Juan IV de Katzenelnbogen, que fue el primero en plantar vides de Riesling en un viñedo nuevo cerca de Rüsselsheim, en tanto que los monjes todavía cultivaban uva tinta como Grobrot, la primera variedad de uva registrada en Eberbach.
Hacia 1525 había un gran tonel, con un volumen de entre 72 000 litros, cuyo contenido fue consumido por los rebeldes de Rheingau, acampados junto al monasterio, durante la guerra de los campesinos alemanes.
La abadía sufrió serios desperfectos en 1631 durante la guerra de los Treinta Años con el ataque de las tropas suecas. Los monjes tuvieron que huir y en el saqueo se sustrajeron diversas piezas de la iglesia y libros de su relevante biblioteca. Ya en 1635 retornarían 20 hermanos para emprender las laboriosas tareas de reconstrucción.

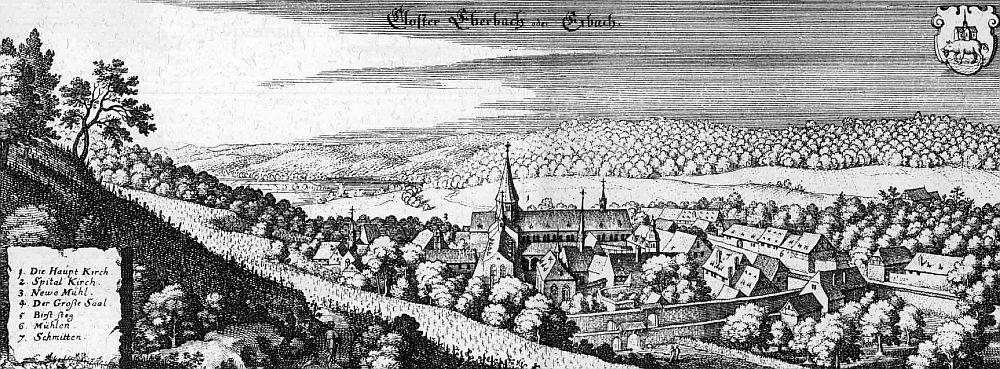
Kloster Eberbach - Extracto de Topographia Hassiae, de Matthäus Merian der Jüngere, en 1655.

Durante el siglo XVIII, el monasterio vivió una etapa de florecimiento económico. Los registros contables muestran que los beneficios de los 30-40 monjes que vivían por entonces en la abadía, se invertían en el mercado de capitales de Fráncfort del Meno. Entre 1704 y 1715 tuvo lugar la reconstrucción barroca del interior de la iglesia.

### Declive
Su declive final tuvo lugar con la Revolución francesa. Debido a la Reichsdeputationshauptschluss, el monasterio fue secularizado el 18 de septiembre de 1803, pasando a ser propiedad del príncipe Federico Augusto de Nassau-Usingen.
Durante el siglo XIX, parte de las instalaciones del monasterio se destinaron a institutos correccionales y para enfermos mentales (Zentrum für Soziale Psychiatrie Rheinblick), albergando desde 1912 un hogar para militares convalecientes.
A partir de 1886, cuando el ducado de Nassau fue anexionado por el reino de Prusia, ha estado administrado por entidades públicas. En 1946 la administración pasó a manos del estado de Hesse a través de sus bodegas estatales. En 1986 se llevó a cabo la reconstrucción para la conservación de las zonas históricas.

## El monasterio en la actualidad

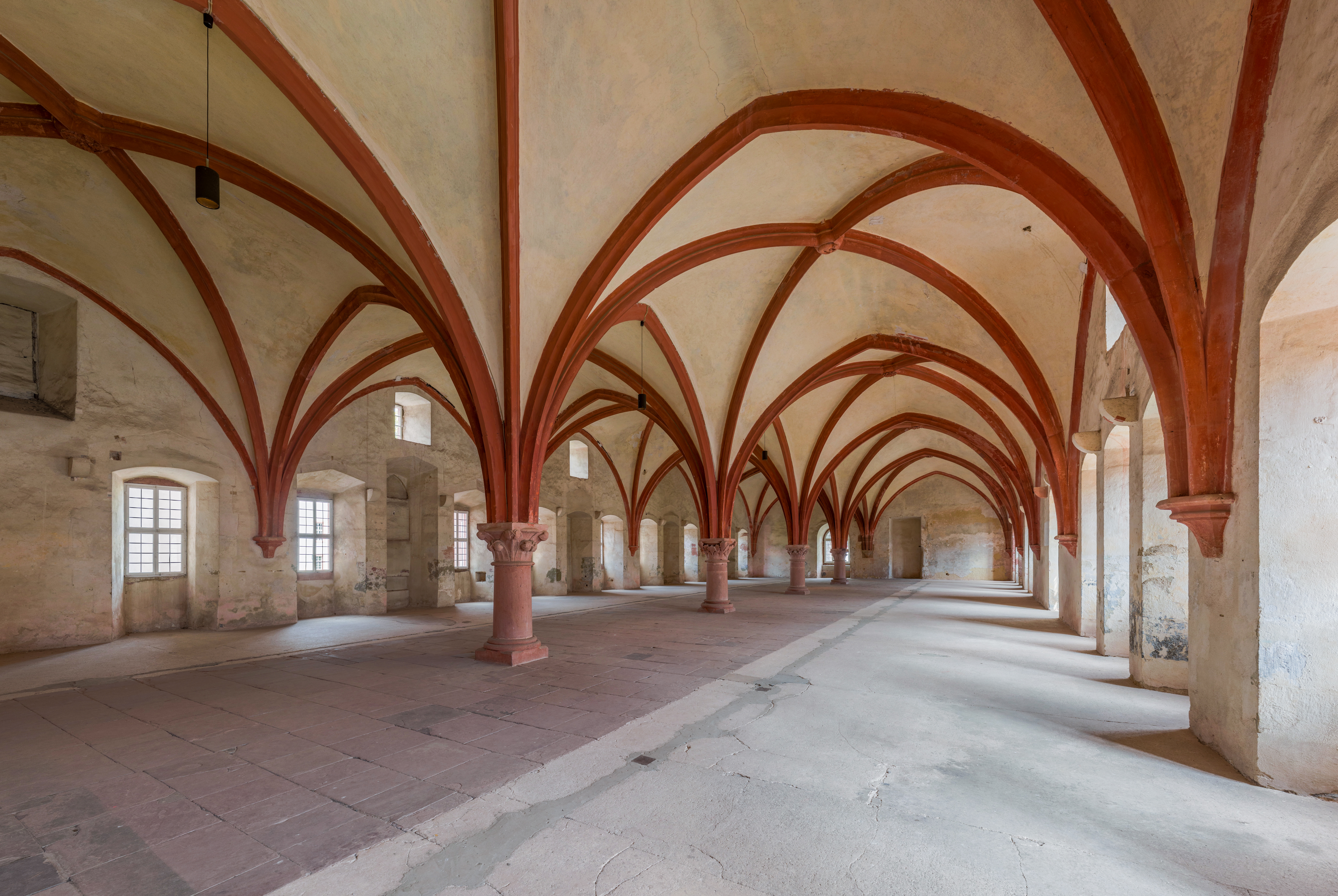
Dormitorio de los monjes en la Abadía, donde se rodaron las escenas del scriptorium para la película El nombre de la rosa.

Desde 1998, el monasterio depende de una fundación de interés público denominada Fundación Monasterio Eberbach (Stiftung Kloster Eberbach, en alemán) que se encarga de la administración y conservación del sitio. Se encuentra abierto al público para la visita; en el monasterio se realizan un gran número actividades de diversa índole: talleres, seminarios, exposiciones, reuniones de tipo gastronómico (por ejemplo, el Mercado Internacional de Huevos de Pascua); catas de vinos, reuniones oficiales del estado de Hesse, etc. Especialmente destacado es el tema de los conciertos, ya que aquí tiene lugar entre otros el festival de música de Rheingau.
Entre sus dependencias actuales se encuentran un museo, un hotel y una vinacoteca.